# Roberto Benzi

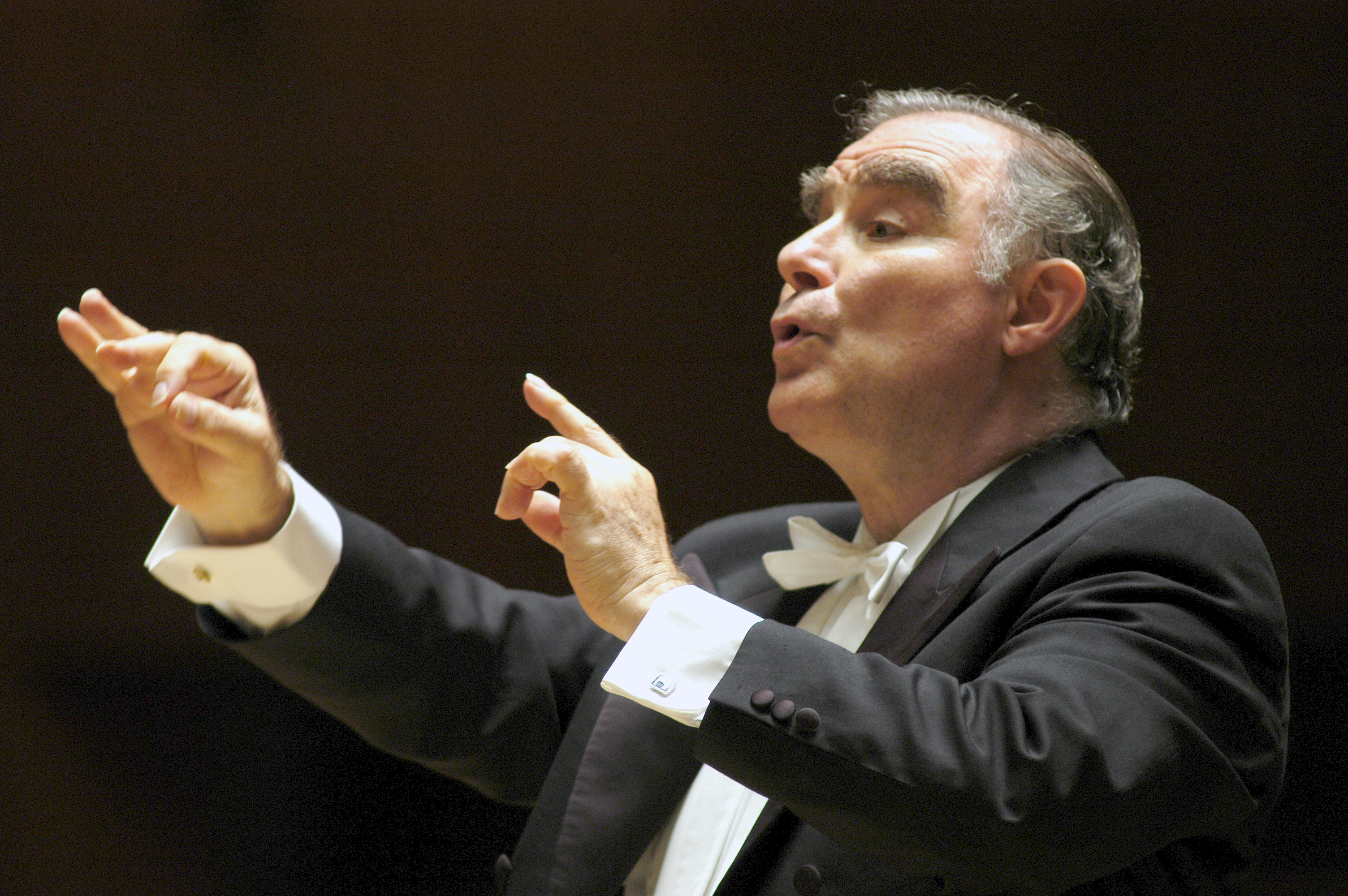
Roberto Benzi

Roberto Benzi (Marseille, 12 december 1937) is een Franse dirigent.

## Biografie
Benzi kreeg pianolessen vanaf zijn vierde jaar. Toen hij zeven jaar was, verhuisden zijn vader en moeder naar Parijs, om hun muzikale wonderkind de kans te bieden op de best mogelijke muzikale opleiding aan een Parijs conservatorium. Toen hij nog geen tien jaar oud was, kreeg hij al zijn eerste lessen in dirigeren van André Cluytens.
Zijn dirigentendebuut was op 2 juli 1948. Tussen zijn elfde en zijn veertiende jaar nam zijn carrière een hoge vlucht in veel Europese landen. In de films Prélude à la Gloire (1949) en L’appel du destin (1952) van Georges Lacombe speelde hij een hoofdrol.
De eerste opera's die hij dirigeerde, waren Il barbiere di Siviglia en Aida.
Toen hij veertien jaar was, ging hij studeren bij het College van Françonville (bij Parijs).
In 1959 dirigeerde hij met groot succes de opera Carmen van Georges Bizet in de Parijse Opera. Zijn eerste plaatopname maakte hij toen hij slechts 22 jaar oud was.
Hij was gastdirigent bij vele bekende Europese orkesten, van het London Philharmonic Orchestra tot het Limburgs Symfonie Orkest. Van 1972 tot 1987 was hij chef-dirigent van het Orchestre national Bordeaux Aquitaine (ONBA) en van 1989 tot 1998 van Het Gelders Orkest.
Hij maakte plaatopnames met muziek van Rossini, waaronder de ouvertures Il barbiere di Siviglia, La scala di seta, La gazza ladra en Guillaume Tell en het ballet La Boutique fantasque.
Hij was getrouwd met de Franse mezzosopraan Jane Rhodes (1929-2011).

## Onderscheidingen
Roberto Benzi heeft diverse onderscheidingen gekregen:
Frankrijk
- Chevalier de la Légion d'honneur
- Chevalier de l'Ordre National du Mérite
- Chevalier des Palmes Académiques

Nederland
- Ridder in de Orde van de Nederlandse Leeuw